# Polska na Letnich Igrzyskach Olimpijskich 2024
Polska na Letnich Igrzyskach Olimpijskich 2024 – reprezentacja Polski na Letnich Igrzyskach Olimpijskich 2024, które zostały rozegrane w dniach 26 lipca – 11 sierpnia 2024 roku w Paryżu, liczyła 211 zawodników. Na chorążych reprezentacji wybrani zostali Anita Włodarczyk oraz Przemysław Zamojski.
Skład reprezentacji Polski został oficjalnie ogłoszony przez Polski Komitet Olimpijski 15 lipca 2024 roku.

## Zdobyte medale
Polacy zdobyli dziesięć medali – jeden złoty, cztery srebrne i pięć brązowych w 9 dyscyplinach. Najwięcej – 2, w tym 1 złoty i 1 brązowy, wywalczyły wspinaczki sportowe. W pozostałych 8 dyscyplinach Polacy zdobyli po jednym medalu. Kobiety wywalczyły 8 medali – 1 złoty, 3 srebrne i 4 brązowe. Mężczyźni zdobyli 2 medale – 1 srebrny i 1 brązowy.
Najbardziej utytułowanym polskim zawodnikiem igrzysk została wspinaczka sportowa Aleksandra Mirosław – jedyna polska mistrzyni olimpijska w 2024.
Był to siedemnasty wynik w dotychczasowej historii startów Polski na letnich igrzyskach olimpijskich i najsłabszy występ od igrzysk w Melbourne w 1956, gdzie Polacy poprzedni raz zdobyli 1 złoty medal olimpijski. Reprezentacja Polski uplasowała się na najniższym miejscu w historii w klasyfikacji medalowej letnich igrzysk.
| Medale według dni | Medale według dni | Medale według dni | Medale według dni | Medale według dni | Medale według dni |
| ----------------- | ----------------- | ----------------- | ----------------- | ----------------- | ----------------- |
| Dzień             | Data              |                   |                   |                   |                   |
| Dzień 0           | 26.07             | —                 | —                 | —                 | —                 |
| Dzień 1           | 27.07             | 0                 | 0                 | 0                 | 0                 |
| Dzień 2           | 28.07             | 0                 | 1                 | 0                 | 1                 |
| Dzień 3           | 29.07             | 0                 | 0                 | 0                 | 0                 |
| Dzień 4           | 30.07             | 0                 | 0                 | 1                 | 1                 |
| Dzień 5           | 31.07             | 0                 | 0                 | 1                 | 1                 |
| Dzień 6           | 1.08              | 0                 | 0                 | 0                 | 0                 |
| Dzień 7           | 2.08              | 0                 | 0                 | 1                 | 1                 |
| Dzień 8           | 3.08              | 0                 | 0                 | 0                 | 0                 |
| Dzień 9           | 4.08              | 0                 | 0                 | 0                 | 0                 |
| Dzień 10          | 5.08              | 0                 | 0                 | 0                 | 0                 |
| Dzień 11          | 6.08              | 0                 | 0                 | 0                 | 0                 |
| Dzień 12          | 7.08              | 1                 | 0                 | 1                 | 2                 |
| Dzień 13          | 8.08              | 0                 | 0                 | 0                 | 0                 |
| Dzień 14          | 9.08              | 0                 | 0                 | 1                 | 1                 |
| Dzień 15          | 10.08             | 0                 | 2                 | 0                 | 2                 |
| Dzień 16          | 11.08             | 0                 | 1                 | 0                 | 1                 |

| Medal  | Zawodnik | Dyscyplina          | Konkurencja            | Rezultat       | Data        |
| ------ | --- | ------------------- | ---------------------- | -------------- | ----------- |
| Złoto  | Aleksandra Mirosław | Wspinaczka sportowa | wspinaczka na czas (k) | 6,10           | 7 sierpnia  |
| Srebro | Klaudia Zwolińska | Kajakarstwo         | slalom K-1 (k)         | 97,53          | 28 lipca    |
| Srebro | Łukasz Kaczmarek Bartosz Kurek Wilfredo León Aleksander Śliwka Grzegorz Łomacz Jakub Kochanowski Kamil Semeniuk Paweł Zatorski Marcin Janusz Mateusz Bieniek Tomasz Fornal Norbert Huber Bartłomiej Bołądź | Siatkówka           | turniej mężczyzn       | 0-3            | 10 sierpnia |
| Srebro | Julia Szeremeta | Boks                | do 57 kg (k)           | 0-5            | 10 sierpnia |
| Srebro | Daria Pikulik | Kolarstwo torowe    | omnium (k)             | 131            | 11 sierpnia |
| Brąz   | Aleksandra Jarecka Alicja Klasik Renata Knapik-Miazga Martyna Swatowska-Wenglarczyk | Szermierka          | szpada drużynowo (k)   | 32-31          | 30 lipca    |
| Brąz   | Fabian Barański Mateusz Biskup Dominik Czaja Mirosław Ziętarski | Wioślarstwo         | czwórka podwójna (m)   | 5:44,59        | 31 lipca    |
| Brąz   | Iga Świątek | Tenis ziemny        | singiel (k)            | 2-0 (6:2, 6:1) | 2 sierpnia  |
| Brąz   | Aleksandra Kałucka | Wspinaczka sportowa | wspinaczka na czas (k) | 6,53           | 7 sierpnia  |
| Brąz   | Natalia Kaczmarek | Lekkoatletyka       | 400 m (k)              | 48,98          | 9 sierpnia  |

## Reprezentanci

### Boks
| Zawodnik           | Konkurencja | 1/16             | 1/8              | Ćwierćfinał      | Półfinał         | Finał            | Finał   | Źródło |
| Zawodnik           | Konkurencja | Przeciwnik Wynik | Przeciwnik Wynik | Przeciwnik Wynik | Przeciwnik Wynik | Przeciwnik Wynik | Miejsce | Źródło |
| ------------------ | ----------- | ---------------- | ---------------- | ---------------- | ---------------- | ---------------- | ------- | ------ |
| Damian Durkacz     | -71 kg (m)  | Kiwan P 0-5      | NQ               | NQ               | NQ               | NQ               | 17.     | [ 12 ] |
| Mateusz Bereźnicki | -92 kg (m)  | —                | Marley P 1-4     | NQ               | NQ               | NQ               | 9.      | [ 13 ] |
| Julia Szeremeta    | -57 kg (k)  | Alcala W 4-1     | Rahimi W 5-0     | Lozada W 5-0     | Petecio W 4-1    | Lin P 0-5        | srebro  | [ 14 ] |
| Aneta Rygielska    | -66 kg (k)  | Eccles W 3-2     | Sürmeneli P 1-4  | NQ               | NQ               | NQ               | 9.      | [ 15 ] |
| Elżbieta Wójcik    | -75 kg (k)  | —                | O’Rourke W 3-2   | Bylon P 2-3      | NQ               | NQ               | 5.      | [ 16 ] |

### Golf
| Zawodnik      | Konkurencja | Runda 1 | Runda 2 | Runda 3 | Runda 4 | Łącznie | Łącznie | Łącznie | Źródło |
| Zawodnik      | Konkurencja | Wynik   | Wynik   | Wynik   | Wynik   | Wynik   | Par     | Pozycja | Źródło |
| ------------- | ----------- | ------- | ------- | ------- | ------- | ------- | ------- | ------- | ------ |
| Adrian Meronk | Mężczyźni   | 73      | 71      | 72      | 71      | 287     | +3      | 49.     | [ 17 ] |

### Jeździectwo

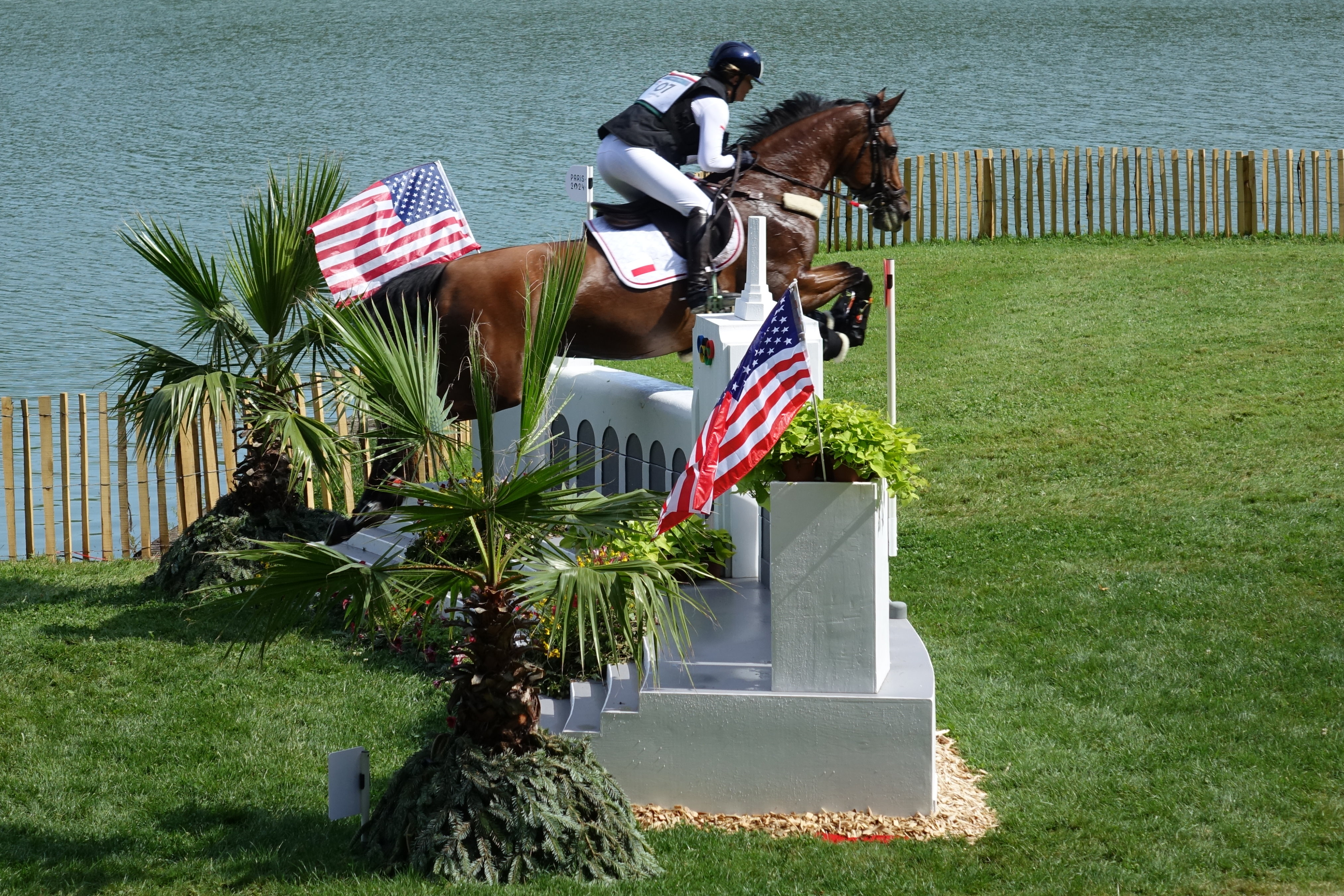
Małgorzata Korycka podczas Igrzysk Olimpijskich w Paryżu.

Ujeżdżenie
| Zawodnik                                             | Konkurencja   | Koń          | Grand Prix | Grand Prix | Grand Prix Special | Grand Prix Special | Grand Prix Freestyle | Grand Prix Freestyle | Finał   | Finał | Źródło |
| Zawodnik                                             | Konkurencja   | Koń          | Wynik      | Poz.       | Wynik              | Poz.               | Technicznie          | Artystycznie         | Wynik   | Poz.  | Źródło |
| ---------------------------------------------------- | ------------- | ------------ | ---------- | ---------- | ------------------ | ------------------ | -------------------- | -------------------- | ------- | ----- | ------ |
| Katarzyna Milczarek                                  | Indywidualnie | Guapo        | 66,910     | 48.        | —                  | —                  | NQ                   | NQ                   | 66,910  | 48.   | [ 18 ] |
| Aleksandra Szulc                                     | Indywidualnie | Breakdance   | 60,078     | 58.        | —                  | —                  | NQ                   | NQ                   | 60,078  | 58.   | [ 18 ] |
| Sandra Sysojeva                                      | Indywidualnie | Maxima Bella | 73,416     | 18.        | —                  | —                  | 73,893               | 86,257               | 80,075  | 15.   | [ 18 ] |
| Katarzyna Milczarek Sandra Sysojeva Aleksandra Szulc | Drużynowo     | jak wyżej    | 200,404    | 14.        | NQ                 | NQ                 | —                    | —                    | 200,404 | 14.   | [ 19 ] |

Skoki przez przeszkody
| Zawodnik                                           | Konkurencja   | Koń          | Kwalifikacje | Kwalifikacje | Finał | Finał | Finał | Dogrywka | Dogrywka | Dogrywka | Suma | Suma | Źródło |
| Zawodnik                                           | Konkurencja   | Koń          | Kary         | Poz.         | Kary  | Czas  | Poz.  | Kary     | Czas     | Poz.     | Kary | Poz. | Źródło |
| -------------------------------------------------- | ------------- | ------------ | ------------ | ------------ | ----- | ----- | ----- | -------- | -------- | -------- | ---- | ---- | ------ |
| Adam Grzegorzewski                                 | Indywidualnie | ISSEM        | 8            | 52.          | NQ    | NQ    | NQ    | NQ       | NQ       | NQ       | 8    | 52.  | [ 20 ] |
| Dawid Kubiak                                       | Indywidualnie | Flash Blue B | 8            | 53.          | NQ    | NQ    | NQ    | NQ       | NQ       | NQ       | 8    | 53.  | [ 20 ] |
| Maksymilian Wechta                                 | Indywidualnie | Chepettano   | 12           | 58.          | NQ    | NQ    | NQ    | NQ       | NQ       | NQ       | 12   | 58.  | [ 20 ] |
| Adam Grzegorzewski Dawid Kubiak Maksymilian Wechta | Drużynowo     | jak wyżej    | 53           | 17.          | NQ    | NQ    | NQ    | NQ       | NQ       | NQ       | 53   | 17.  | [ 21 ] |

WKKW
| Zawodnik                                                    | Konkurencja   | Koń                                             | Ujeżdżenie | Ujeżdżenie | Cross country | Cross country | Cross country | Skoki        | Skoki        | Skoki        | Skoki | Skoki | Skoki | Razem  | Razem | Źródło |
| Zawodnik                                                    | Konkurencja   | Koń                                             | Ujeżdżenie | Ujeżdżenie | Cross country | Cross country | Cross country | Kwalifikacje | Kwalifikacje | Kwalifikacje | Finał | Finał | Finał | Razem  | Razem | Źródło |
| Zawodnik                                                    | Konkurencja   | Koń                                             | Kary       | Poz.       | Kary          | Suma          | Poz.          | Kary         | Suma         | Poz.         | Kary  | Suma  | Poz.  | Kary   | Poz.  | Źródło |
| ----------------------------------------------------------- | ------------- | ----------------------------------------------- | ---------- | ---------- | ------------- | ------------- | ------------- | ------------ | ------------ | ------------ | ----- | ----- | ----- | ------ | ----- | ------ |
| Małgorzata Korycka                                          | Indywidualnie | Canvalencia                                     | 39,40      | 57.        | 21,20         | 60,60         | 44.           | 10,00        | 70,60        | 39.          | NQ    | NQ    | NQ    | 70,60  | 39.   | [ 22 ] |
| Robert Powała                                               | Indywidualnie | Tosca del Castegno                              | 34,70      | 39.        | 60,00         | 94,70         | 54.           | 1,60         | 96,30        | 48.          | NQ    | NQ    | NQ    | 96,30  | 48.   | [ 22 ] |
| Jan Kamiński                                                | Indywidualnie | Jard                                            | 35,80      | 46.        | 200,00        | Wyeliminowany | Wyeliminowany | NQ           | NQ           | NQ           | NQ    | NQ    | NQ    | DNF    | DNF   | [ 22 ] |
| Małgorzata Korycka Robert Powała Jan Kamiński Wiktoria Knap | Drużynowo     | Canvalencia Tosca del Castegno Jard Quintus 134 | 109,90     | 15.        | 281,20        | 391,10        | 16.           | 54,40        | 445,50       | 16.          | —     | —     | —     | 445,50 | 16.   | [ 23 ] |

### Judo
| Zawodnik            | Konkurencja | 1/16 finału      | 1/8 finału            | Ćwierćfinał      | Półfinał         | Repasaże         | Finał / 3. miejsce | Finał / 3. miejsce | Źródła |
| Zawodnik            | Konkurencja | Przeciwnik Wynik | Przeciwnik Wynik      | Przeciwnik Wynik | Przeciwnik Wynik | Przeciwnik Wynik | Przeciwnik Wynik   | Pozycja            | Źródła |
| ------------------- | ----------- | ---------------- | --------------------- | ---------------- | ---------------- | ---------------- | ------------------ | ------------------ | ------ |
| Adam Stodolski      | -73 kg (m)  | Lombardo P 00-10 | NQ                    | NQ               | NQ               | NQ               | NQ                 | 17.                | [ 24 ] |
| Piotr Kuczera       | -100 kg (m) | Briceño W 10-00  | Kocojew P 00-10       | NQ               | NQ               | NQ               | NQ                 | 9.                 | [ 25 ] |
| Angelika Szymańska  | -63 kg (k)  | Russo W 01-00    | Awiti Alcaraz P 00-10 | NQ               | NQ               | NQ               | NQ                 | 9.                 | [ 26 ] |
| Beata Pacut-Kłoczko | -78 kg (k)  | Niragira W 10-00 | Steenhuis P 00-01     | NQ               | NQ               | NQ               | NQ                 | 9.                 | [ 27 ] |

### Kajakarstwo
Kajakarstwo klasyczne
| Zawodnik                                                  | Konkurencja    | Eliminacje | Eliminacje | Ćwierćfinały | Ćwierćfinały | Półfinały | Półfinały | Finał A/B | Finał A/B  | Pozycja | Źródło        |
| Zawodnik                                                  | Konkurencja    | Czas       | Pozycja    | Czas         | Pozycja      | Czas      | Pozycja   | Czas      | Pozycja    | Pozycja | Źródło        |
| --------------------------------------------------------- | -------------- | ---------- | ---------- | ------------ | ------------ | --------- | --------- | --------- | ---------- | ------- | ------------- |
| Wiktor Głazunow                                           | C-1 1000 m (m) | 3:48,40    | 1.         | BYE          | BYE          | 3:45,30   | 3.        | 3:49,05   | 6. Finał A | 6.      | [ 28 ]        |
| Przemysław Korsak Jakub Stepun                            | K-2 500 m (m)  | 1:28,84    | 1.         | BYE          | BYE          | 1:30,95   | 8.        | 1:32,05   | 5. Finał B | 13.     | [ 29 ]        |
| Katarzyna Szperkiewicz                                    | C-1 200 m (k)  | 47,49      | 4.         | 47,74        | 3.           | NQ        | NQ        | NQ        | NQ         | 17.     | [ 30 ]        |
| Dorota Borowska                                           | C-1 200 m (k)  | 47,92      | 1.         | BYE          | BYE          | 46,52     | 6.        | 46,36     | 2. Finał B | 10.     | [ 30 ]        |
| Dorota Borowska Sylwia Szczerbińska                       | C-2 500 m (k)  | 1:58,42    | 3.         | 1:55,39      | 1.           | 1:57,19   | 4.        | 1:55,75   | 5. Finał A | 5.      | [ 31 ]        |
| Dominika Putto                                            | K-1 500 m (k)  | 1:52,49    | 3.         | 1:51,82      | 1.           | 1:51,43   | 5.        | 1:52.85   | 2. Finał C | 18.     | [ 32 ]        |
| Martyna Klatt Helena Wiśniewska                           | K-2 500 m (k)  | 1:40,95    | 1.         | BYE          | BYE          | 1:40,73   | 6.        | 1:43,82   | 3. Finał B | 11.     | [ 33 ]        |
| Karolina Naja Anna Puławska                               | K-2 500 m (k)  | 1:39,18    | 2.         | BYE          | BYE          | 1:42,14   | 7.        | 1:44,50   | 4. Finał B | 12.     | [ 33 ]        |
| Adrianna Kąkol Karolina Naja Anna Puławska Dominika Putto | K-4 500 m (k)  | 1:33,87    | 3.         | —            | —            | BYE       | BYE       | 1:33,17   | 4. Finał A | 4.      | [ 34 ] [ 35 ] |

Kajakarstwo górskie
| Zawodnik          | Konkurencja    | Eliminacje | Eliminacje | Eliminacje | Eliminacje | Eliminacje | Eliminacje | Półfinały | Półfinały | Finał  | Finał   | Pozycja | Źródło               |
| Zawodnik          | Konkurencja    | P 1        | M.         | P 2        | M.         | Razem      | M.         | Czas      | Miejsce   | Czas   | Miejsce | Pozycja | Źródło               |
| ----------------- | -------------- | ---------- | ---------- | ---------- | ---------- | ---------- | ---------- | --------- | --------- | ------ | ------- | ------- | -------------------- |
| Mateusz Polaczyk  | Slalom K-1 (m) | 87,89      | 10.        | 139,58     | 23.        | 87,89      | 13.        | 98.49     | 13        | NQ     | NQ      | 13.     | [ 36 ]               |
| Grzegorz Hedwig   | Slalom C-1 (m) | 94,08      | 7.         | 100,30     | 13.        | 94,08      | 8.         | 104,24    | 12.       | 105,81 | 10.     | 10.     | [ 37 ] [ 38 ] [ 39 ] |
| Klaudia Zwolińska | Slalom C-1 (k) | 106,84     | 6.         | 107,89     | 9.         | 106,84     | 10.        | 117,64    | 17.       | NQ     | NQ      | 17.     | [ 40 ] [ 41 ]        |
| Klaudia Zwolińska | Slalom K-1 (k) | 96,33      | 5.         | 93,03      | 2.         | 93,03      | 2.         | 99,84     | 2.        | 97,53  | 2.      | srebro  | [ 42 ] [ 43 ] [ 44 ] |

| Zawodnik          | Konkurencja   | Kwalifikacje | Kwalifikacje | Runda 1 | Repasaże | Eliminacje | Ćwierćfinały | Półfinały | Finał      | Pozycja | Źródło |
| Zawodnik          | Konkurencja   | Czas         | Miejsce      | Miejsce | Miejsce  | Miejsce    | Miejsce      | Miejsce   | Miejsce    | Pozycja | Źródło |
| ----------------- | ------------- | ------------ | ------------ | ------- | -------- | ---------- | ------------ | --------- | ---------- | ------- | ------ |
| Grzegorz Hedwig   | Cross K-1 (m) | 81,42        | 35.          | 4.      | 1.       | 2.         | 4.           | NQ        | NQ         | 16.     | [ 45 ] |
| Mateusz Polaczyk  | Cross K-1 (m) | 68,11        | 9.           | 2.      | BYE      | 2.         | 2.           | 4.        | 4. Finał B | 8.      | [ 45 ] |
| Klaudia Zwolińska | Cross K-1 (k) | 75,19        | 18.          | 3.      | 1.       | 3.         | NQ           | NQ        | NQ         | 22.     | [ 46 ] |

### Kolarstwo

#### Kolarstwo szosowe
| Zawodnik                 | Konkurencja                    | Czas     | Pozycja | Źródło |
| ------------------------ | ------------------------------ | -------- | ------- | ------ |
| Stanisław Aniołkowski    | Wyścig ze startu wspólnego (m) | 6:38:03  | 61.     | [ 47 ] |
| Michał Kwiatkowski       | Jazda indywidualna na czas (m) | 38:49,60 | 23.     | [ 48 ] |
| Marta Lach               | Wyścig ze startu wspólnego (k) | 4:02:50  | 10.     | [ 49 ] |
| Katarzyna Niewiadoma     | Wyścig ze startu wspólnego (k) | 4:02:07  | 8.      | [ 49 ] |
| Agnieszka Skalniak-Sójka | Wyścig ze startu wspólnego (k) | 4:07:16  | 45.     | [ 49 ] |
| Marta Lach               | Jazda indywidualna na czas (k) | 43:03,43 | 18.     | [ 50 ] |
| Agnieszka Skalniak-Sójka | Jazda indywidualna na czas (k) | 42:24,62 | 12.     | [ 50 ] |

#### Kolarstwo torowe
Madison
| Zawodnik                       | Konkurencja | Punkty | Okrążenia | Pozycja | Źródło |
| ------------------------------ | ----------- | ------ | --------- | ------- | ------ |
| Daria Pikulik Wiktoria Pikulik | Kobiety     | 14     | 0         | 7.      | [ 51 ] |

Omnium
| Zawodnik      | Konkurencja | Scratch | Scratch | Wyścig tempowy | Wyścig tempowy | Wyścig eliminacyjny | Wyścig eliminacyjny | Wyścig punktowy | Wyścig punktowy | Wyścig punktowy | Suma punktów | Pozycja | Źródło |
| Zawodnik      | Konkurencja | Miejsce | Punkty  | Miejsce        | Punkty         | Miejsce             | Punkty              | Sprint          | Okrążenia       | Miejsce         | Suma punktów | Pozycja | Źródło |
| ------------- | ----------- | ------- | ------- | -------------- | -------------- | ------------------- | ------------------- | --------------- | --------------- | --------------- | ------------ | ------- | ------ |
| Alan Banaszek | Mężczyźni   | 19.     | 4       | 17.            | 8              | 9.                  | 24                  | 5               | 0               | 21.             | 41           | 18.     | [ 52 ] |
| Daria Pikulik | Kobiety     | 14.     | 14      | 3.             | 36             | 10.                 | 22                  | 19              | 40              | 1.              | 131          | srebro  | [ 53 ] |

Keirin
| Zawodnik         | Konkurencja | Eliminacje | Repasaże | Ćwierćfinały | Półfinały | Finał   | Źródło                      |
| Zawodnik         | Konkurencja | Miejsce    | Miejsce  | Miejsce      | Miejsce   | Miejsce | Źródło                      |
| ---------------- | ----------- | ---------- | -------- | ------------ | --------- | ------- | --------------------------- |
| Mateusz Rudyk    | Mężczyźni   | 2.         | BYE      | 3.           | 6.        | 10.     | [ 54 ] [ 55 ] [ 56 ] [ 57 ] |
| Marlena Karwacka | Kobiety     | 3.         | 3.       | NQ           | NQ        | NQ      | [ 58 ] [ 59 ]               |
| Urszula Łoś      | Kobiety     | 3.         | 3.       | NQ           | NQ        | NQ      | [ 58 ] [ 59 ]               |

Sprint
| Zawodnik         | Konk.     | Kwalifikacje         | Kwalifikacje | Runda 1                         | Repasaż 1                       | Runda 2                         | Repasaż 2                       | Runda 3                         | Repasaż 3                       | Ćwierćfinały                    | Półfinały                       | Finał / 3. miejsce              | Finał / 3. miejsce | Źródło        |
| Zawodnik         | Konk.     | Czas Prędkość (km/h) | Poz.         | Przeciwnik Czas Prędkość (km/h) | Przeciwnik Czas Prędkość (km/h) | Przeciwnik Czas Prędkość (km/h) | Przeciwnik Czas Prędkość (km/h) | Przeciwnik Czas Prędkość (km/h) | Przeciwnik Czas Prędkość (km/h) | Przeciwnik Czas Prędkość (km/h) | Przeciwnik Czas Prędkość (km/h) | Przeciwnik Czas Prędkość (km/h) | Poz.               | Źródło        |
| ---------------- | --------- | -------------------- | ------------ | ------------------------------- | ------------------------------- | ------------------------------- | ------------------------------- | ------------------------------- | ------------------------------- | ------------------------------- | ------------------------------- | ------------------------------- | ------------------ | ------------- |
| Mateusz Rudyk    | Mężczyźni | 9,416 76,466         | 11.          | Dakin W 9,906 72,683            | BYE                             | Hoogland P 10,074 71,471        | Tjon En Fa W 9,868 72,963       | Richardson P 9,892 72,786       | Jakowlew Awang W 9,966 72,246   | Lavreysen P                     | NQ                              | Obara Turnbull Ota W            | 5.                 | [ 60 ] [ 61 ] |
| Marlena Karwacka | Kobiety   | 10,758 66,927        | 23.          | Finucane P 11,804 11,804        | Kouamé Cuadrado P 9,966 72,246  | NQ                              | NQ                              | NQ                              | NQ                              | NQ                              | NQ                              | NQ                              | NQ                 | [ 62 ]        |
| Nikola Sibiak    | Kobiety   | 10,945 65,783        | 25.          | NQ                              | NQ                              | NQ                              | NQ                              | NQ                              | NQ                              | NQ                              | NQ                              | NQ                              | NQ                 | [ 62 ]        |

Sprint drużynowy
| Zawodnik                                   | Konkurencja | Kwalifikacje         | Kwalifikacje | Półfinały                         | Półfinały | Finał                            | Finał   | Źródło                      |
| Zawodnik                                   | Konkurencja | Czas Prędkość (km/h) | Miejsce      | Przeciwnik Wynik Prędkość (km/h)  | Miejsce   | Przeciwnik Wynik Prędkość (km/h) | Miejsce | Źródło                      |
| ------------------------------------------ | ----------- | -------------------- | ------------ | --------------------------------- | --------- | -------------------------------- | ------- | --------------------------- |
| Marlena Karwacka Urszula Łoś Nikola Sibiak | Kobiety     | 47,284 57,102        | 7.           | Nowa Zelandia · P 47,022 · 57,420 | 8.        | Kanada · W 47,175 · 57,234       | 7.      | [ 63 ] [ 64 ] [ 65 ] [ 66 ] |

#### Kolarstwo górskie
| Zawodnik          | Konkurencja       | Czas    | Pozycja | Źródło |
| ----------------- | ----------------- | ------- | ------- | ------ |
| Krzysztof Łukasik | Cross-country (m) | 1:33,55 | 27.     | [ 67 ] |
| Paula Gorycka     | Cross-country (k) | LAP     | 27.     | [ 68 ] |

### Koszykówka
Turniej 3×3
- Reprezentacja mężczyzn
- Adrian Bogucki
- Filip Matczak
- Michał Sokołowski
- Przemysław Zamojski

| Konkurencja | Faza grupowa     | Faza grupowa              | Faza grupowa     | Faza grupowa     | Faza grupowa     | Faza grupowa     | Faza grupowa     | Faza grupowa | Ćwierćfinały     | Półfinały        | Finał            | Pozycja | Źródło |
| Konkurencja | Przeciwnik Wynik | Przeciwnik Wynik          | Przeciwnik Wynik | Przeciwnik Wynik | Przeciwnik Wynik | Przeciwnik Wynik | Przeciwnik Wynik | Pozycja      | Przeciwnik Wynik | Przeciwnik Wynik | Przeciwnik Wynik | Pozycja | Źródło |
| ----------- | ---------------- | ------------------------- | ---------------- | ---------------- | ---------------- | ---------------- | ---------------- | ------------ | ---------------- | ---------------- | ---------------- | ------- | ------ |
| Mężczyźni   | Francja P 19-21  | Stany Zjednoczone W 19-17 | Litwa P 12-21    | Chiny W 22-17    | Holandia P 17-21 | Serbia P 12-21   | Łotwa P 16-22    | 6.           | Litwa P 15-21    | NQ               | NQ               | 6.      | [ 69 ] |

### Lekkoatletyka

#### Konkurencje biegowe
| Zawodnik                                                                       | Konkurencja                                       | Eliminacje | Eliminacje | Repasaże  | Repasaże | Półfinał  | Półfinał | Finał     | Finał   | Pozycja | Źródło               |
| Zawodnik                                                                       | Konkurencja                                       | Wynik      | Miejsce    | Wynik     | Miejsce  | Wynik     | Miejsce  | Wynik     | Miejsce | Pozycja | Źródło               |
| ------------------------------------------------------------------------------ | ------------------------------------------------- | ---------- | ---------- | --------- | -------- | --------- | -------- | --------- | ------- | ------- | -------------------- |
| Oliwer Wdowik                                                                  | 100 m (m)                                         | 11,53      | 9.         | —         | —        | NQ        | NQ       | NQ        | NQ      | 69.     | [ 70 ]               |
| Albert Komański                                                                | 200 m (m)                                         | 20,77      | 8.         | 20,90     | 5.       | NQ        | NQ       | NQ        | NQ      | 35.     | [ 71 ] [ 72 ]        |
| Mateusz Borkowski                                                              | 800 m (m)                                         | 1:47,50    | 7.         | 1:45,27 · | 7.       | NQ        | NQ       | NQ        | NQ      | 25.     | [ 73 ] [ 74 ]        |
| Filip Rak                                                                      | 1500 m (m)                                        | 3:38,12    | 11.        | 3:34,53   | 7.       | NQ        | NQ       | NQ        | NQ      | 25.     | [ 75 ]               |
| Maciej Wyderka                                                                 | 1500 m (m)                                        | 3:38,79    | 12.        | 3:36,79   | 9.       | NQ        | NQ       | NQ        | NQ      | 38.     | [ 75 ]               |
| Damian Czykier                                                                 | 110 m przez płotki (m)                            | 13,99      | 8.         | 13,71     | 5.       | NQ        | NQ       | NQ        | NQ      | 33.     | [ 76 ] [ 77 ]        |
| Krzysztof Kiljan                                                               | 110 m przez płotki (m)                            | 13,67      | 8.         | 13,73     | 6.       | NQ        | NQ       | NQ        | NQ      | 34.     | [ 76 ] [ 77 ]        |
| Jakub Szymański                                                                | 110 m przez płotki (m)                            | 13,75      | 7.         | 13,63     | 4.       | NQ        | NQ       | NQ        | NQ      | 31.     | [ 76 ] [ 77 ]        |
| Kajetan Duszyński Daniel Sołtysiak Maksymilian Szwed Karol Zalewski            | Sztafeta 4 × 400 m (m)                            | 3:01,21    | 7.         | —         | —        | —         | —        | NQ        | NQ      | 12.     |                      |
| Maher Ben Hlima                                                                | Chód na 20 km (m)                                 | —          | —          | —         | —        | —         | —        | 1:22:34   | 29.     | 29.     | [ 78 ]               |
| Artur Brzozowski                                                               | Chód na 20 km (m)                                 | —          | —          | —         | —        | —         | —        | 1:22:11   | 27.     | 27.     | [ 78 ]               |
| Magdalena Stefanowicz                                                          | 100 m (k)                                         | 11,47      | 7.         | —         | —        | NQ        | NQ       | NQ        | NQ      | 49.     | [ 79 ] [ 80 ]        |
| Ewa Swoboda                                                                    | 100 m (k)                                         | 10,99 ·    | 1.         | —         | —        | 11,08     | 4.       | NQ        | NQ      | 9.      | [ 79 ] [ 80 ]        |
| Martyna Kotwiła                                                                | 200 m (k)                                         | 23,43      | 6.         | 23,50     | 4.       | NQ        | NQ       | NQ        | NQ      | 38.     | [ 81 ] [ 82 ]        |
| Kryscina Cimanouska                                                            | 200 m (k)                                         | 23,30      | 5.         | 23,01     | 2.       | NQ        | NQ       | NQ        | NQ      | 25.     | [ 81 ] [ 82 ]        |
| Natalia Kaczmarek                                                              | 400 m (k)                                         | 49,98      | 1.         | BYE       | BYE      | 49,45     | 1.       | 48,98     | 3.      | brąz    | [ 83 ] [ 84 ] [ 85 ] |
| Justyna Święty-Ersetic                                                         | 400 m (k)                                         | 50,95 ·    | 4.         | 50,89 ·   | 2.       | NQ        | NQ       | NQ        | NQ      | 25.     | [ 83 ] [ 84 ] [ 85 ] |
| Anna Wielgosz                                                                  | 800 m (k)                                         | 2:02,54    | 8.         | 2:05,77   | 7.       | NQ        | NQ       | NQ        | NQ      | 44.     | [ 86 ] [ 87 ]        |
| Klaudia Kazimierska                                                            | 1500 m (k)                                        | 4:03,49    | 4.         | BYE       | BYE      | 4:00,21 · | 5.       | 4:00,12 · | 10      | 10.     | [ 88 ] [ 89 ]        |
| Weronika Lizakowska                                                            | 1500 m (k)                                        | 4:01,54    | 5.         | BYE       | BYE      | 3:57,31 · | 7.       | NQ        | NQ      | 13.     | [ 88 ] [ 89 ]        |
| Aleksandra Płocińska                                                           | 1500 m (k)                                        | 4:10,12    | 14.        | 4:09,47   | 9.       | NQ        | NQ       | NQ        | NQ      | 38.     | [ 88 ] [ 89 ]        |
| Pia Skrzyszowska                                                               | 100 m przez płotki (k)                            | 12,82      | 3.         | BYE       | BYE      | 12,55     | 3.       | NQ        | NQ      | 9.      | [ 90 ]               |
| Alicja Konieczek                                                               | 3000 m z przeszkodami (k)                         | 9:16,51    | 4.         | —         | —        | —         | —        | 9:21,31   | 13.     | 13.     | [ 91 ] [ 92 ]        |
| Aneta Konieczek                                                                | 3000 m z przeszkodami (k)                         | 9:24,43    | 9.         | —         | —        | —         | —        | NQ        | NQ      | 22.     | [ 91 ] [ 92 ]        |
| Kinga Królik                                                                   | 3000 m z przeszkodami (k)                         | 9:26,61    | 8.         | —         | —        | —         | —        | NQ        | NQ      | 25.     | [ 91 ] [ 92 ]        |
| Magdalena Niemczyk Magdalena Stefanowicz Ewa Swoboda Kryscina Cimanouska       | Sztafeta 4 × 100 m (k)                            | 42,86      | 5.         | —         | —        | —         | —        | NQ        | NQ      | 12.     |                      |
| Aleksandra Formella Anastazja Kuś Justyna Święty-Ersetic Alicja Wrona-Kutrzepa | Sztafeta 4 × 400 m (k)                            | 3:26,69    | 6.         | —         | —        | —         | —        | NQ        | NQ      | 10.     |                      |
| Aleksandra Lisowska                                                            | Maraton (k)                                       | —          | —          | —         | —        | —         | —        | 2:31,10   | 36.     | 36.     |                      |
| Angelika Mach                                                                  | Maraton (k)                                       | —          | —          | —         | —        | —         | —        | 2:37,56   | 64.     | 64.     |                      |
| Katarzyna Zdziebło                                                             | Chód na 20 km (k)                                 | —          | —          | —         | —        | —         | —        | 1:33:52   | 30.     | 30.     | [ 93 ]               |
| Maksymilian Szwed Karol Zalewski Justyna Święty-Ersetic Alicja Wrona-Kutrzepa  | Sztafeta mieszana 4 × 400 m                       | 3:11,43 ·  | 7.         | —         | —        | —         | —        | 3:12,39   | 7.      | 7.      | [ 94 ] [ 95 ]        |
| Maher Ben Hlima Olga Chojecka                                                  | Sztafeta mieszana w chodzie na dystansie maratonu | —          | —          | —         | —        | —         | —        | 3:00:55   | 16.     | 16.     | [ 96 ]               |

#### Konkurencje techniczne
| Zawodnik          | Konkurencja        | Kwalifikacje | Kwalifikacje | Finał | Finał   | Źródło          |
| Zawodnik          | Konkurencja        | Wynik        | Miejsce      | Wynik | Miejsce | Źródło          |
| ----------------- | ------------------ | ------------ | ------------ | ----- | ------- | --------------- |
| Piotr Lisek       | Skok o tyczce (m)  | 5,60         | 15.          | NQ    | NQ      | [ 97 ]          |
| Robert Sobera     | Skok o tyczce (m)  | 5,60         | 15.          | NQ    | NQ      | [ 97 ]          |
| Konrad Bukowiecki | Pchnięcie kulą (m) | 18,83        | 28.          | NQ    | NQ      | [ 98 ]          |
| Michał Haratyk    | Pchnięcie kulą (m) | 19,94        | 19.          | NQ    | NQ      | [ 98 ]          |
| Marcin Krukowski  | Rzut oszczepem (m) | 82.34        | 14.          | NQ    | NQ      | [ 99 ]          |
| Cyprian Mrzygłód  | Rzut oszczepem (m) | 78.50        | 23.          | NQ    | NQ      | [ 99 ]          |
| Dawid Wegner      | Rzut oszczepem (m) | 76.89        | 26.          | NQ    | NQ      | [ 99 ]          |
| Paweł Fajdek      | Rzut młotem (m)    | 76,56        | 9.           | 78,80 | 5.      | [ 100 ] [ 101 ] |
| Wojciech Nowicki  | Rzut młotem (m)    | 76,32        | 10.          | 77,42 | 7.      | [ 100 ] [ 101 ] |
| Nikola Horowska   | Skok w dal (k)     | 6.31         | 27.          | NQ    | NQ      | [ 102 ]         |
| Maria Żodzik      | Skok wzwyż (k)     | 1,83         | 28.          | NQ    | NQ      | [ 103 ]         |
| Klaudia Kardasz   | Pchnięcie kulą (k) | 17,45        | 19.          | NQ    | NQ      | [ 104 ]         |
| Daria Zabawska    | Rzut dyskiem (k)   | 60,86        | 20.          | NQ    | NQ      | [ 105 ]         |
| Malwina Kopron    | Rzut młotem (k)    | 67,68        | 23.          | NQ    | NQ      | [ 106 ] [ 107 ] |
| Anita Włodarczyk  | Rzut młotem (k)    | 71,06        | 12.          | 74,23 | 4.      | [ 106 ] [ 107 ] |
| Maria Andrejczyk  | Rzut oszczepem (k) | 65,52        | 1.           | 62,44 | 8.      | [ 108 ]         |

Siedmiobój
| Zawodnik       | Konkurencja | 100 m | HJ   | SP    | 200 m | LJ   | JT    | 800 m   | Razem | Pozycja | Źródło |
| -------------- | ----------- | ----- | ---- | ----- | ----- | ---- | ----- | ------- | ----- | ------- | ------ |
| Adrianna Sułek | Rezultat    | 13,32 | 1,77 | 13,94 | 24,20 | 6,22 | 36,63 | 2:12,06 | 6226  | 12.     |        |
| Adrianna Sułek | Punkty      | 1077  | 941  | 790   | 962   | 918  | 603   | 935     | 6226  | 12.     |        |

### Łucznictwo
| Zawodnik       | Konkurencja       | Runda rankingowa | Runda rankingowa | 1/32 finału      | 1/16 finału      | 1/8 finału       | Ćwierćfinały     | Półfinały        | Finał            | Finał   | Źródło          |
| Zawodnik       | Konkurencja       | Wynik            | Miejsce          | Przeciwnik Wynik | Przeciwnik Wynik | Przeciwnik Wynik | Przeciwnik Wynik | Przeciwnik Wynik | Przeciwnik Wynik | Pozycja | Źródło          |
| -------------- | ----------------- | ---------------- | ---------------- | ---------------- | ---------------- | ---------------- | ---------------- | ---------------- | ---------------- | ------- | --------------- |
| Wioleta Myszor | Indywidualnie (k) | 626              | 54.              | Bhakat W 6-4     | Kaur P 0-6       | NQ               | NQ               | NQ               | NQ               | 17.     | [ 109 ] [ 110 ] |

### Pięciobój nowoczesny
| Zawodnik         | Konkurencja | Szermierka      | Szermierka | Szermierka | Pływanie | Pływanie | Pływanie | Jazda konna | Jazda konna | Kombinacja: strzelanie/bieg przełajowy | Kombinacja: strzelanie/bieg przełajowy | Kombinacja: strzelanie/bieg przełajowy | Suma punktów | Pozycja | Źródło  |
| Zawodnik         | Konkurencja | Wynik (wygrane) | M.         | Punkty     | Czas     | M.       | Punkty   | M.          | Punkty      | Czas                                   | M.                                     | Punkty                                 | Suma punktów | Pozycja | Źródło  |
| ---------------- | ----------- | --------------- | ---------- | ---------- | -------- | -------- | -------- | ----------- | ----------- | -------------------------------------- | -------------------------------------- | -------------------------------------- | ------------ | ------- | ------- |
| Łukasz Gutkowski | Mężczyźni   | 20              | 8          | 225        | 02:05.28 | 13       | 300      | 15          | 286         | 10:19.70                               | 14                                     | 681                                    | 1492         | 15.     | [ 111 ] |
| Kamil Kasperczak | Mężczyźni   | 20              | 9          | 225        | 2:13.73  | 18       | 285      | 8           | 292         | 00:00.00                               | 18                                     | 0                                      | 802          | NQ      | [ 112 ] |
| Natalia Dominiak | Kobiety     | 14              | 32         | 195        | 02:16.84 | 8        | 277      | 17          | 286         | 12:09.40                               | 12                                     | 571                                    | 1329         | NQ      | [ 113 ] |
| Anna Maliszewska | Kobiety     | 16              | 20         | 205        | 02:18.56 | 10       | 273      | 8           | 293         | 11:38.96                               | 8                                      | 602                                    | 1373         | NQ      | [ 114 ] |

### Pływanie
| Zawodnik                                                                   | Konkurencja                       | Eliminacje | Eliminacje | Półfinał | Półfinał | Finał     | Finał | Źródło                  |
| Zawodnik                                                                   | Konkurencja                       | Czas       | Poz.       | Czas     | Poz.     | Czas      | Poz.  | Źródło                  |
| -------------------------------------------------------------------------- | --------------------------------- | ---------- | ---------- | -------- | -------- | --------- | ----- | ----------------------- |
| Piotr Ludwiczak                                                            | 50 m st. dowolnym (m)             | 22,34      | 35.        | NQ       | NQ       | NQ        | NQ    | [ 115 ]                 |
| Jakub Majerski                                                             | 100 m st. dowolnym (m)            | 49,44      | 36.        | NQ       | NQ       | NQ        | NQ    | [ 116 ]                 |
| Jakub Majerski                                                             | 100 m st. motylkowym (m)          | 51,18      | 9.         | 51,37    | 11.      | NQ        | NQ    | [ 117 ]                 |
| Krzysztof Chmielewski                                                      | 1500 m st. dowolnym (m)           | 15:04,99   | 16.        | —        | —        | NQ        | NQ    | [ 118 ]                 |
| Krzysztof Chmielewski                                                      | 200 m st. motylkowym (m)          | 1:55,42    | 9.         | 1:54,28  | 6.       | 1:53,90   | 4.    | [ 119 ]                 |
| Michał Chmielewski                                                         | 200 m st. motylkowym (m)          | 1:55,28    | 7.         | 1:54,64  | 9.       | NQ        | NQ    | [ 119 ]                 |
| Ksawery Masiuk                                                             | 100 m st. grzbietowym (m)         | 53,08      | 5.         | 53,44    | 12.      | NQ        | NQ    | [ 120 ] [ 121 ]         |
| Ksawery Masiuk                                                             | 200 m st. grzbietowym (m)         | 1:58,01    | 17.        | NQ       | NQ       | NQ        | NQ    | [ 122 ]                 |
| Jan Kałusowski                                                             | 100 m st. klasycznym (m)          | 1:00,40    | 22.        | NQ       | NQ       | NQ        | NQ    | [ 123 ]                 |
| Jan Kałusowski                                                             | 200 m st. klasycznym (m)          | 2:11,87    | 20.        | NQ       | NQ       | NQ        | NQ    | [ 124 ]                 |
| Mateusz Chowaniec Dominik Dudys Bartosz Piszczorowicz Kamil Sieradzki      | 4 × 100 m st. dowolnym (m)        | 3:14,94    | 13.        | —        | —        | NQ        | NQ    | [ 125 ]                 |
| Jan Kałusowski Jakub Majerski Ksawery Masiuk Bartosz Piszczorowicz         | 4 × 100 m st. zmiennym (m)        | 3:30,70    | 10.        | —        | —        | NQ        | NQ    |                         |
| Piotr Woźniak                                                              | 10 km na otwartym akwenie (m)     | —          | —          | —        | —        | 2:02:38,6 | 22.   |                         |
| Katarzyna Wasick                                                           | 50 m st. dowolnym (k)             | 24,27      | 2.         | 24,23    | 3.       | 24,33     | 5.    | [ 126 ] [ 127 ] [ 128 ] |
| Kornelia Fiedkiewicz                                                       | 50 m st. dowolnym (k)             | 24,94      | 20.        | NQ       | NQ       | NQ        | NQ    | [ 126 ] [ 127 ] [ 128 ] |
| Kornelia Fiedkiewicz                                                       | 100 m st. dowolnym (k)            | 55,25      | 20.        | NQ       | NQ       | NQ        | NQ    | [ 129 ]                 |
| Adela Piskorska                                                            | 100 m st. grzbietowym (k)         | 1:00,47    | 17.        | NQ       | NQ       | NQ        | NQ    | [ 130 ]                 |
| Adela Piskorska                                                            | 200 m st. grzbietowym (k)         | 2:13,39    | 24.        | NQ       | NQ       | NQ        | NQ    | [ 131 ]                 |
| Laura Bernat                                                               | 200 m st. grzbietowym (k)         | 2:14,57    | 25.        | NQ       | NQ       | NQ        | NQ    | [ 131 ]                 |
| Dominika Sztandera                                                         | 100 m st. klasycznym (k)          | 1:07,22    | 21.        | NQ       | NQ       | NQ        | NQ    | [ 132 ]                 |
| Zuzanna Famulok Kornelia Fiedkiewicz Julia Maik Katarzyna Wasick           | 4 × 100 m st. dowolnym (k)        | 3:40,67    | 13.        | —        | —        | NQ        | NQ    | [ 133 ]                 |
| Kornelia Fiedkiewicz Paulina Peda Adela Piskorska Dominika Sztandera       | 4 × 100 m st. zmiennym (k)        | 4:00,94    | 12.        | —        | —        | NQ        | NQ    | [ 134 ]                 |
| Kacper Stokowski Dominika Sztandera Adrian Jaśkiewicz Kornelia Fiedkiewicz | 4 × 100 m st. zmiennym (mieszana) | 3:48,19    | 14.        | —        | —        | NQ        | NQ    | [ 135 ]                 |

### Podnoszenie ciężarów
| Zawodnik                     | Konkurencja | Rwanie | Rwanie  | Podrzut | Podrzut | Razem | Pozycja | Źródło |
| Zawodnik                     | Konkurencja | Wynik  | Pozycja | Wynik   | Pozycja | Razem | Pozycja | Źródło |
| ---------------------------- | ----------- | ------ | ------- | ------- | ------- | ----- | ------- | ------ |
| Weronika Zielińska-Stubińska | -81 kg (k)  | 107    | DNF     | DNF     | DNF     | DNF   | DNF     |        |

### Siatkówka
| - Reprezentacja kobiet - Maria Stenzel - Klaudia Alagierska-Szczepaniak - Agnieszka Korneluk - Magdalena Stysiak - Martyna Łukasik - Aleksandra Szczygłowska - Joanna Wołosz - Martyna Czyrniańska - Malwina Smarzek - Katarzyna Wenerska - Natalia Mędrzyk - Magdalena Jurczyk |  | - Reprezentacja mężczyzn - Łukasz Kaczmarek - Bartosz Kurek - Wilfredo León - Aleksander Śliwka - Grzegorz Łomacz - Jakub Kochanowski - Kamil Semeniuk - Paweł Zatorski - Marcin Janusz - Mateusz Bieniek - Tomasz Fornal - Norbert Huber - Bartłomiej Bołądź |

| Konkurencja | Faza grupowa     | Faza grupowa     | Faza grupowa     | Faza grupowa | Ćwierćfinały            | Półfinały               | Finał            | Pozycja | Źródło  |
| Konkurencja | Przeciwnik Wynik | Przeciwnik Wynik | Przeciwnik Wynik | Pozycja      | Przeciwnik Wynik        | Przeciwnik Wynik        | Przeciwnik Wynik | Pozycja | Źródło  |
| ----------- | ---------------- | ---------------- | ---------------- | ------------ | ----------------------- | ----------------------- | ---------------- | ------- | ------- |
| Mężczyźni   | Egipt W 3-0      | Brazylia W 3-2   | Włochy P 1-3     | 2.           | Słowenia W 3-1          | Stany Zjednoczone W 3-2 | Francja P 0-3    | srebro  | [ 136 ] |
| Kobiety     | Japonia W 3-1    | Kenia W 3-0      | Brazylia P 0-3   | 2.           | Stany Zjednoczone P 0-3 | NQ                      | NQ               | 5.      | [ 137 ] |

#### Siatkówka plażowa
| Zawodnik                   | Konkurencja | Faza grupowa            | Faza grupowa             | Faza grupowa           | Faza grupowa | 1/8 finału             | Ćwierćfinały     | Półfinały        | Finał            | Finał | Źródło  |
| Zawodnik                   | Konkurencja | Przeciwnik Wynik        | Przeciwnik Wynik         | Przeciwnik Wynik       | Poz.         | Przeciwnik Wynik       | Przeciwnik Wynik | Przeciwnik Wynik | Przeciwnik Wynik | Poz.  | Źródło  |
| -------------------------- | ----------- | ----------------------- | ------------------------ | ---------------------- | ------------ | ---------------------- | ---------------- | ---------------- | ---------------- | ----- | ------- |
| Michał Bryl Bartosz Łosiak | Mężczyźni   | Hodges / Schubert W 2:0 | Bassereau / Lyneel W 2:0 | Ehlers / Wickler P 0:2 | 2.           | Herrera / Gavira P 0:2 | NQ               | NQ               | NQ               | 9.    | [ 138 ] |

### Skoki do wody
| Zawodnik           | Konkurencja                  | Preliminacje | Preliminacje | Półfinał | Półfinał | Finał  | Finał   | Źródło |
| Zawodnik           | Konkurencja                  | Punkty       | Miejsce      | Punkty   | Miejsce  | Punkty | Miejsce | Źródło |
| ------------------ | ---------------------------- | ------------ | ------------ | -------- | -------- | ------ | ------- | ------ |
| Robert Łukaszewicz | Wieża 10 m indywidualnie (m) | 336,05       | 18.          | 396,45   | 14.      | NQ     | NQ      |        |

### Strzelectwo
| Zawodnik                           | Konkurencja                                   | Kwalifikacje | Kwalifikacje | Finał | Finał   | Źródło          |
| Zawodnik                           | Konkurencja                                   | Wynik        | Pozycja      | Wynik | Pozycja | Źródło          |
| ---------------------------------- | --------------------------------------------- | ------------ | ------------ | ----- | ------- | --------------- |
| Tomasz Bartnik                     | Karabin pneumatyczny, 10 m (m)                | 626,1        | 36.          | NQ    | NQ      | [ 139 ]         |
| Maciej Kowalewicz                  | Karabin pneumatyczny, 10 m (m)                | 627,8        | 25.          | NQ    | NQ      | [ 139 ]         |
| Tomasz Bartnik                     | Karabin małokalibrowy, trzy postawy, 50 m (m) | 591-40x      | 6.           | 408,8 | 7.      | [ 140 ] [ 141 ] |
| Maciej Kowalewicz                  | Karabin małokalibrowy, trzy postawy, 50 m (m) | 579-26x      | 37.          | NQ    | NQ      | [ 140 ] [ 141 ] |
| Aneta Stankiewicz                  | Karabin pneumatyczny, 10 m (k)                | 627,4        | 21.          | NQ    | NQ      | [ 142 ]         |
| Julia Piotrowska                   | Karabin pneumatyczny, 10 m (k)                | 629,3        | 13.          | NQ    | NQ      | [ 142 ]         |
| Natalia Kochańska                  | Karabin małokalibrowy, trzy postawy, 50 m (k) | 589-30x      | 6.           | 418,5 | 6.      | [ 143 ] [ 144 ] |
| Aleksandra Pietruk                 | Karabin małokalibrowy, trzy postawy, 50 m (k) | 582-30x      | 20.          | NQ    | NQ      | [ 143 ] [ 144 ] |
| Klaudia Breś                       | Pistolet pneumatyczny, 10 m (k)               | 573-14x      | 14.          | NQ    | NQ      | [ 145 ]         |
| Klaudia Breś                       | Pistolet sportowy, 25 m (k)                   | 573-17x      | 29.          | NQ    | NQ      | [ 146 ]         |
| Tomasz Bartnik Aneta Stankiewicz   | Karabin pneumatyczny, 10 m (mikst)            | 626,9        | 10.          | NQ    | NQ      | [ 147 ]         |
| Maciej Kowalewicz Julia Piotrowska | Karabin pneumatyczny, 10 m (mikst)            | 623,7        | 23.          | NQ    | NQ      | [ 147 ]         |

### Szermierka
| Zawodnik                                                                            | Konkurencja              | 1/32 finału       | 1/16 finału        | 1/8 finału       | Ćwierćfinały                | Półfinały         | Finał/o 3. miejsce | Finał/o 3. miejsce | Źródło  |
| Zawodnik                                                                            | Konkurencja              | Przeciwnik Wynik  | Przeciwnik Wynik   | Przeciwnik Wynik | Przeciwnik Wynik            | Przeciwnik Wynik  | Przeciwnik Wynik   | Pozycja            | Źródło  |
| ----------------------------------------------------------------------------------- | ------------------------ | ----------------- | ------------------ | ---------------- | --------------------------- | ----------------- | ------------------ | ------------------ | ------- |
| Jan Jurkiewicz                                                                      | Floret indywidualnie (m) | Heroui W 15-8     | Hamza P 14-15      | NQ               | NQ                          | NQ                | NQ                 | 29.                | [ 148 ] |
| Michał Siess                                                                        | Floret indywidualnie (m) | BYE               | Choupenitch P 3-15 | NQ               | NQ                          | NQ                | NQ                 | 25.                | [ 148 ] |
| Adrian Wojtkowiak                                                                   | Floret indywidualnie (m) | Tofalides P 10-15 | NQ                 | NQ               | NQ                          | NQ                | NQ                 | 34.                | [ 148 ] |
| Jan Jurkiewicz Andrzej Rządkowski Michał Siess Adrian Wojtkowiak                    | Floret drużynowo (m)     | —                 | —                  | —                | Włochy · P 39-45            | Egipt · W 45-36   | Chiny · P 30-45    | 6.                 | [ 149 ] |
| Martyna Jelińska                                                                    | Floret indywidualnie (k) | Zekrani W 15-3    | Kiefer P 13-15     | NQ               | NQ                          | NQ                | NQ                 | 31.                | [ 150 ] |
| Hanna Łyczbińska                                                                    | Floret indywidualnie (k) | BYE               | Volpi P 11-15      | NQ               | NQ                          | NQ                | NQ                 | 30.                | [ 150 ] |
| Julia Walczyk-Klimaszyk                                                             | Floret indywidualnie (k) | BYE               | Thibus W 15-12     | Harvey P 6-15    | NQ                          | NQ                | NQ                 | 9.                 | [ 150 ] |
| Martyna Jelińska Hanna Łyczbińska Martyna Synoradzka Julia Walczyk-Klimaszyk        | Floret drużynowo (k)     | —                 | —                  | —                | Japonia · P 30-45           | Egipt · W 45-21   | Francja · P 44-45  | 6.                 | [ 151 ] |
| Alicja Klasik                                                                       | Szpada indywidualnie (k) | BYE               | Rizzi W 12-11      | Differt P 10-11  | NQ                          | NQ                | NQ                 | 15.                | [ 152 ] |
| Renata Knapik-Miazga                                                                | Szpada indywidualnie (k) | BYE               | Vitalis P 9-15     | NQ               | NQ                          | NQ                | NQ                 | 25.                | [ 152 ] |
| Martyna Swatowska-Wenglarczyk                                                       | Szpada indywidualnie (k) | BYE               | Song P 11-15       | NQ               | NQ                          | NQ                | NQ                 | 28.                | [ 152 ] |
| Aleksandra Jarecka Alicja Klasik Renata Knapik-Miazga Martyna Swatowska-Wenglarczyk | Szpada drużynowo (k)     | —                 | —                  | —                | Stany Zjednoczone · W 31-29 | Francja · P 39-45 | Chiny · W 32-31    | brąz               | [ 8 ]   |

### Tenis stołowy
| Zawodnik                                   | Konkurencja   | Eliminacje       | 1/32 finału      | 1/16 finału      | 1/8 finału       | Ćwierćfinały     | Półfinały        | Finał            | Finał   | Źródło                  |
| Zawodnik                                   | Konkurencja   | Przeciwnik Wynik | Przeciwnik Wynik | Przeciwnik Wynik | Przeciwnik Wynik | Przeciwnik Wynik | Przeciwnik Wynik | Przeciwnik Wynik | Pozycja | Źródło                  |
| ------------------------------------------ | ------------- | ---------------- | ---------------- | ---------------- | ---------------- | ---------------- | ---------------- | ---------------- | ------- | ----------------------- |
| Miłosz Redzimski                           | Singel (m)    | BYE              | El Beiali W 4-0  | Lind P 3-4       | NQ               | NQ               | NQ               | NQ               | 17.     | [ 153 ]                 |
| Natalia Bajor                              | Singel (k)    | BYE              | Sawettabut W 4-3 | Fu W 4-3         | Cheng P 0-4      | NQ               | NQ               | NQ               | 9.      | [ 154 ] [ 155 ] [ 156 ] |
| Katarzyna Węgrzyn                          | Singel (k)    | Fathimath W 4-0  | Bergström P 1-4  | NQ               | NQ               | NQ               | NQ               | NQ               | 33.     | [ 154 ] [ 155 ] [ 156 ] |
| Natalia Bajor Anna Węgrzyn Zuzanna Wielgos | Drużynowo (k) | —                | —                | —                | Japonia · P 0-3  | NQ               | NQ               | NQ               | 9.      | [ 157 ]                 |

### Tenis ziemny
| Zawodnik                      | Konkurencja | 1/32 finału                 | 1/16 finału                         | 1/8 finału            | Ćwierćfinały                   | Półfinały              | Finał/Mecz o 3. miejsce      | Finał/Mecz o 3. miejsce | Źródło  |
| Zawodnik                      | Konkurencja | Przeciwnik Wynik            | Przeciwnik Wynik                    | Przeciwnik Wynik      | Przeciwnik Wynik               | Przeciwnik Wynik       | Przeciwnik Wynik             | Pozycja                 | Źródło  |
| ----------------------------- | ----------- | --------------------------- | ----------------------------------- | --------------------- | ------------------------------ | ---------------------- | ---------------------------- | ----------------------- | ------- |
| Magdalena Fręch               | Singel (k)  | Tomowa P 0-2 (4:6, 6:7)     | NQ                                  | NQ                    | NQ                             | NQ                     | NQ                           | 33.                     | [ 158 ] |
| Magda Linette                 | Singel (k)  | Andriejewa W 2-0 (6:3, 6:4) | Paolini P 0-2 (4:6, 1:6)            | NQ                    | NQ                             | NQ                     | NQ                           | 17.                     | [ 158 ] |
| Iga Świątek                   | Singel (k)  | Begu W 2-0 (6:2, 7:5)       | Parry W 2-0 (6:1, 6:1)              | Wang W 2-0 (6:3, 6:4) | Collins W 2-1 (6:1, 2:6, 4:1k) | Zheng P 0-2 (2:6, 5:7) | Schmiedlová W 2-0 (6:2, 6:1) | brąz                    | [ 158 ] |
| Magda Linette Alicja Rosolska | Debel (k)   | —                           | Kostiuk Jastremśka P 0-2 (4:6, 1:6) | NQ                    | NQ                             | NQ                     | NQ                           | 17.                     | [ 159 ] |

### Triathlon
| Zawodnik       | Konkurencja | Pływanie | Zmiana 1 | Jazda na rowerze | Zmiana 2 | Bieg  | Czas     | Pozycja | Źródło  |
| -------------- | ----------- | -------- | -------- | ---------------- | -------- | ----- | -------- | ------- | ------- |
| Roksana Słupek | Kobiety     | 23:33    | 00:57    | 58:18            | 00:29    | 33:59 | 01:57:16 | 13.     | [ 160 ] |

### Wioślarstwo
| Zawodnik                                                        | Konkurencja | Eliminacje | Eliminacje | Repasaż | Repasaż | Ćwierćfinały | Ćwierćfinały | Półfinały | Półfinały | Finał           | Finał | Miejsce | Źródło          |
| Zawodnik                                                        | Konkurencja | Czas       | M.         | Czas    | M.      | Czas         | M.           | Czas      | M.        | Czas            | M.    | Miejsce | Źródło          |
| --------------------------------------------------------------- | ----------- | ---------- | ---------- | ------- | ------- | ------------ | ------------ | --------- | --------- | --------------- | ----- | ------- | --------------- |
| Fabian Barański Mateusz Biskup Dominik Czaja Mirosław Ziętarski | M4x         | 5:44,39    | 2.         | —       | —       | —            | —            | —         | —         | 5:44,59         | 3.    | brąz    | [ 161 ] [ 162 ] |
| Martyna Radosz Katarzyna Wełna                                  | LW2x        | 7:11,14    | 4.         | 7:16,26 | 1.      | —            | —            | 7:06,69   | 4.        | 7:08,47 Finał B | 3.    | 9.      | [ 163 ]         |

### Wspinaczka sportowa
Wspinaczka na czas
| Zawodnik            | Konkurencja | Eliminacje | Eliminacje | 1/8 finału      | Ćwierćfinał     | Półfinał          | Finał / 3. miejsce  | Finał / 3. miejsce | Źródło |
| Zawodnik            | Konkurencja | Czas       | Miejsce    | Przeciwnik Czas | Przeciwnik Czas | Przeciwnik Czas   | Przeciwnik Czas     | Pozycja            | Źródło |
| ------------------- | ----------- | ---------- | ---------- | --------------- | --------------- | ----------------- | ------------------- | ------------------ | ------ |
| Aleksandra Kałucka  | Kobiety     | 6,389      | 3.         | Tetzlaff W 6,65 | Zhou W 6,49     | Mirosław · P 6,34 | Sallsabillah W 6,53 | brąz               | [ 3 ]  |
| Aleksandra Mirosław | Kobiety     | 6,06       | 1.         | Holder W 6,10   | Romero W 6,49   | Kałucka W 6,19    | Deng W 6,10         | złoto              | [ 3 ]  |

### Zapasy
| Zawodnik            | Konkurencja              | 1/8 finału             | Ćwierćfinał        | Półfinał         | Repasaż            | Finał/ Pojedynek o 3. miejsce | Finał/ Pojedynek o 3. miejsce | Źródło  |
| Zawodnik            | Konkurencja              | Przeciwnik Wynik       | Przeciwnik Wynik   | Przeciwnik Wynik | Przeciwnik Wynik   | Przeciwnik Wynik              | Pozycja                       | Źródło  |
| ------------------- | ------------------------ | ---------------------- | ------------------ | ---------------- | ------------------ | ----------------------------- | ----------------------------- | ------- |
| Zbigniew Baranowski | -97 kg st. wolny (m)     | Lefter W 3-1           | Magomiedow P 1-3   | NQ               | NQ                 | NQ                            | 8.                            | [ 164 ] |
| Robert Baran        | -125 kg st. wolny (m)    | Batyrmurzajew W 3-1    | Petriaszwili P 1-3 | NQ               | Chocianiwski W 3-0 | Meszwildiszwili P 3-9         | 5.                            | [ 165 ] |
| Arkadiusz Kułynycz  | -87 kg st. klasyczny (m) | Cengiz W 3-1           | Mohmadi P 1-4      | NQ               | Muñoz W 3-1        | Bełeniuk P 1-3                | 5.                            | [ 166 ] |
| Anhelina Łysak      | -57 kg (k)               | Hruszyna-Akobija P 1-3 | NQ                 | NQ               | NQ                 | NQ                            | 10.                           | [ 167 ] |
| Wiktoria Chołuj     | -68 kg (k)               | Zhou W 3-1             | Elor P 0-3         | NQ               | Tosun P 1-3        | NQ                            | 8.                            | [ 168 ] |

### Żeglarstwo
Konkurencje eliminacyjne
| Zawodnik             | Konkurencja      | Wyścig | Wyścig | Wyścig | Wyścig | Wyścig | Wyścig | Wyścig | Wyścig | Wyścig | Wyścig | Wyścig | Wyścig | Wyścig | Wyścig | Wyścig | Wyścig | Wyścig | Wyścig | Wyścig | Wyścig | Wyścig | Wyścig | Wyścig | Wyścig | Wyścig | Wyścig | Wyścig | Pozycja | Źródło  |
| Zawodnik             | Konkurencja      | 1      | 2      | 3      | 4      | 5      | 6      | 7      | 8      | 9      | 10     | 11     | 12     | 13     | 14     | QF     | SF1    | SF2    | SF3    | SF4    | SF5    | SF6    | F1     | F2     | F3     | F4     | F5     | F6     | Pozycja | Źródło  |
| -------------------- | ---------------- | ------ | ------ | ------ | ------ | ------ | ------ | ------ | ------ | ------ | ------ | ------ | ------ | ------ | ------ | ------ | ------ | ------ | ------ | ------ | ------ | ------ | ------ | ------ | ------ | ------ | ------ | ------ | ------- | ------- |
| Paweł Tarnowski      | iQFoil (m)       | 12     | 3      | 6      | 2      | 9      | 2      | 5      | 5      | 10     | 10     | 3      | 11     | 23     | —      | 7      | NQ     | NQ     | NQ     | NQ     | NQ     | NQ     | NQ     | NQ     | NQ     | NQ     | NQ     | NQ     | 10.     | [ 169 ] |
| Maksymilian Żakowski | Formuła Kite (m) | DSQ    | 11     | 14     | 15     | 11     | 14     | 10     | —      | —      | —      | —      | —      | —      | —      | —      | NQ     | NQ     | NQ     | NQ     | NQ     | NQ     | NQ     | NQ     | NQ     | NQ     | NQ     | NQ     | 16.     | [ 170 ] |
| Maja Dziarnowska     | iQFoil (k)       | 7      | 10     | 23     | 13     | 8      | 6      | 11     | 14     | 12     | DSQ    | 8      | 4      | 7      | 2      | 5      | NQ     | NQ     | NQ     | NQ     | NQ     | NQ     | NQ     | NQ     | NQ     | NQ     | NQ     | NQ     | 8.      | [ 171 ] |
| Julia Damasiewicz    | Formuła Kite (k) | 6      | 8      | 11     | 7      | 11     | DNS    | —      | —      | —      | —      | —      | —      | —      | —      | —      | 3      | —      | —      | —      | —      | —      | NQ     | NQ     | NQ     | NQ     | NQ     | NQ     | 7.      | [ 172 ] |

Konkurencje z wyścigiem medalowym
| Zawodnik                             | Konkurencja | Wyścig | Wyścig | Wyścig | Wyścig | Wyścig | Wyścig | Wyścig | Wyścig | Wyścig | Wyścig | Wyścig | Wyścig | Wyścig | Punkty | Finałowa pozycja | Źródło  |
| Zawodnik                             | Konkurencja | 1      | 2      | 3      | 4      | 5      | 6      | 7      | 8      | 9      | 10     | 11     | 12     | M*     | Punkty | Finałowa pozycja | Źródło  |
| ------------------------------------ | ----------- | ------ | ------ | ------ | ------ | ------ | ------ | ------ | ------ | ------ | ------ | ------ | ------ | ------ | ------ | ---------------- | ------- |
| Michał Krasodomski                   | ILCA 7      | 36     | 37     | 42     | 38     | 37     | 31     | 17     | 38     | —      | —      | —      | —      | NQ     | 276    | 40.              | [ 173 ] |
| Dominik Buksak Szymon Wierzbicki     | 49er        | 10     | 8      | 6      | 1      | 18     | 14     | 8      | 1      | 13     | 8      | 5      | 7      | 5      | 93     | 5.               | [ 174 ] |
| Agata Barwińska                      | ILCA 6      | 34     | 12     | 30     | 20     | 6      | 19     | 2      | 20     | 11     | —      | —      | —      | NQ     | 154    | 15.              | [ 175 ] |
| Sandra Jankowiak Aleksandra Melzacka | 49erFX      | 18     | 3      | 19     | 11     | 18     | 14     | 7      | RET    | 12     | RET    | 2      | 19     | NQ     | 144    | 18.              | [ 176 ] |

M – Wyścig medalowy